# Skevik
Skevik är en småort i Värmdö kommun med 78 invånare. På Skeviks gård höll den religiösa samfundet Skevikarna till från 1746 till 1832. Nu är det konferensanläggning.